# The Return (film, 2006)
Pour les articles homonymes, voir The Return.
Pour plus de détails, voir Fiche technique et Distribution.
The Return, ou Le Retour au Québec, est un film américain réalisé par Asif Kapadia, sorti en 2006.

## Synopsis
Joanna Mills est en proie à des visions de plus en plus terrifiantes, où elle sent et revit la mort d'une jeune femme. Décidée à connaître la vérité, elle se laisse guider par ses cauchemars jusqu'à la petite ville de La Salle, au Texas. Elle va y découvrir que certains secrets ne peuvent être enterrés, que certains esprits ne peuvent mourir, et que le meurtre qu'elle cherche à élucider est peut-être bien le sien.

## Fiche technique
- Titre : The Return
- Réalisation : Asif Kapadia
- Scénario : Adam Sussman
- Musique : Dario Marianelli
- Photographie : Roman Osin
- Montage : Claire Simpson
- Décors : Thérèse DePrez
- Costumes : John A. Dunn
- Production : Aaron Ryder, Jeffrey Silver, Ron Schmidt, Marc D. Evans et Trevor Macy
- Sociétés de production : Intrepid Pictures et Rogue Pictures (en)
- Budget : 15 millions de dollars (11,4 millions d'euros)
- Pays d'origine :  États-Unis
- Format : couleurs - 2,35:1 - DTS / Dolby Digital - 35 mm
- Genre : thriller, drame
- Durée : 85 minutes
- Dates de sortie :
  - États-Unis : 10 novembre 2006
  - Belgique : 25 avril 2007
  - France: 26 décembre 2007

## Distribution
- Sarah Michelle Gellar (VQ : Aline Pinsonneault) : Joanna Mills
- Peter O'Brien (VQ : Yves Soutière) : Terry Stahl
- Adam Scott (VQ : Jean-François Beaupré) : Kurt
- Kate Beahan (VQ : Violette Chauveau) : Michelle
- J.C. MacKenzie (VQ : Denis Roy) : Griff
- Erinn Allison : Annie
- Sam Shepard (VQ : Jean-Marie Montcelet) : Ed Mills
- Frank Ertl (VQ : Mario Desmarais) : Ambrose Miller
- Darrian McClanahan : Joanna Mills enfant
- Brad Leland (VQ : Guy Nadon) : Jonathan Marlin
- Bonnie Gallup : Bella
- Brent Smiga : Higgins
- Robert Wilson : Billy

## Autour du film
- Le tournage a débuté le 7 mars 2005 et s'est déroulé à Austin, au Texas.
- Le film fut projeté en France le 1er février 2007 dans le cadre du festival Fantastic'Arts.

## Bande originale
- Jolly Coppersmith, interprété par Patrick J. Donaghy et Louis Bilton
- Roses from the South, interprété par Patrick J. Donaghy et Louis Bilton
- Gonna Fly Away, interprété par Robbie Wyckoff
- The Refuge, interprété par Cory Sipper
- A Mole in the Hole, composé par John A. Lomax et Alan Lomax
- Sweet Dreams (Of You), interprété par Patsy Cline
- She's Not Me, interprété par Erinn Allison et Justin Tapp
- Fifty-Fifty, interprété par Green